# Termas de Vals
Las Termas de Vals son un edificio construido en Suiza por el arquitecto Peter Zumthor en 1996. Se trata, como su propio nombre indica, de un complejo termal que se sitúa en la loma de una pronunciada ladera del valle, integrándose con ella y apareciendo con forma de búnker con una serie de perforaciones desde las que se puede contemplar el paisaje de todo el valle.
El interior de las Termas emula el interior de la tierra, con espacios iluminados cenitalmente mediante unas grietas que introducen una luz irreal. También aparecen los vasos de spa y termas como si fueran lagos de agua subterránea en el interior de una cueva, generando espacios de descanso y quietud adecuados para su uso.
El complejo incluye spa, tienda, hotel, baños, sauna, solárium, etc.

## Arquitectura
El proyecto está construido a través de la agregación de una serie de módulos en forma de L invertida, de manera que la parte vertical soporte a la horizontal traccionada. La agregación de los módulos se produce dejando unos pequeños espacios que se cubren con vidrio, permitiendo la entrada de una discreta luz cenital.